# Lara Marian
Lara Marian (* 1987 in Achim, Niedersachsen) ist eine deutsche Schauspielerin.

## Leben
Lara Marian wuchs in Bremen auf. Auf der Waldorfschule lernte sie sowohl Englisch als auch Russisch. Beide Sprachen begleiteten sie bis zum Abitur. Danach absolvierte sie ihr Sportstudium (Sportmanagement und Journalismus) an der Sporthochschule Köln.
Ihr fünfjähriges Schauspielstudium durchlief sie an der Hochschule der Künste Bern. 2016 erwarb sie den Bachelor of Arts im Fachgebiet Theater-Schauspiel, 2018 schloss sie ihr Studium mit dem Master-Grad in Expanded Theater ab. Bereits seit 2013 arbeitet sie als freischaffende Schauspielerin in den Bereichen Film, Fernsehen, Kino, Theater und Performance.

## Filmografie
- 2014: Reborn (D)
- 2016: Lasst die Alten sterben (CH)
- 2016: Der Läufer (Midnight Runner) (CH)
- 2016: Die Liebe, das Leben und der Tod (CH)
- 2017: Kreuzberg (Film) (USA/CAN)
- 2017: Vote for Love (D)
- 2017: Gaslighting (D)
- 2018: Neben der Spur – Erlöse mich (D)
- 2018: The Man with The Silver Case (USA)
- 2018: Enoxaiar (CH)
- 2019: Das Ohh (D)
- 2019: Puppets (CH)
- 2019: Der Ring (CH)
- 2020: Du sollst nicht lügen (D)
- 2020: Unter anderen Umständen: Über den Tod hinaus (D)
- 2021: SOKO Stuttgart – Trail des Todes (D)
- 2022: In Wahrheit (Fernsehreihe) – Blind vor Liebe (D)
- 2023: SOKO Hamburg – Die erste Geige (D)
- 2023: Malibu – Schwesterherzen (D)
- 2023: Malibu – Küss den Frosch (D)
- 2023: Malibu – Mein Traum, dein Traum (D)

## Theater
- 2017: Im Sommer wohnt er unten
- 2018: Aleppo. A Portrait of Absence
- 2019: Im Sommer wohnt er unten

## Auszeichnungen
- 2015: Außerplanmäßiger Förderpreis der Armin-Ziegler-Stiftung
- 2018: NIM-Festival, Award for 'Best Actress' in „Gaslighting“
- 2018: 573 Film Festival, Award for 'Best Performance' in „Gaslighting“
- 2018: Red Corner Film Festival, Award for 'Best Actress' in „Gaslighting“
- 2018: Eurasia Filmfest, Award 'Best Actress' in „Gaslighting“